# Roncus pugnax
Roncus pugnax är en spindeldjursart som först beskrevs av Luisa Eugenia Navas 1918.  Roncus pugnax ingår i släktet Roncus och familjen helplåtklokrypare. Inga underarter finns listade i Catalogue of Life.